# Монтефьясконе
Монтефьясконе (итал. Montefiascone) — коммуна в Италии, находится в области Лацио, подчиняется административному центру Витербо.
Население коммуны, на 01.01.2025 года, составляет 12 294 человека, плотность населения — 123,60 чел./км². Коммуна занимает площадь 105,13 км². 
Почтовый индекс — 01027. Телефонный код — 0761.
Покровительницей коммуны почитается святая Маргарита Антиохийская, праздник ежегодно празднуется 20 июля, и святой Флавиан из Монтефьясконе.